# طيهوج مطوق
الطيهوج المطوق أو السِّلكان أو دجاجة الحِراج طائر يتميز بالريش الطويل على جانبي العنق، طوله 48سم، يمتد من ألاسكا وشمال كندا وجنوبًا إلى جبال جورجيا وكاليفورنيا، يتميز الذكر عدا نفش ريشه بصوته الشبية بقرع الطبول، خلال فصل التكاثر.